# Fehérarcú viharfecske

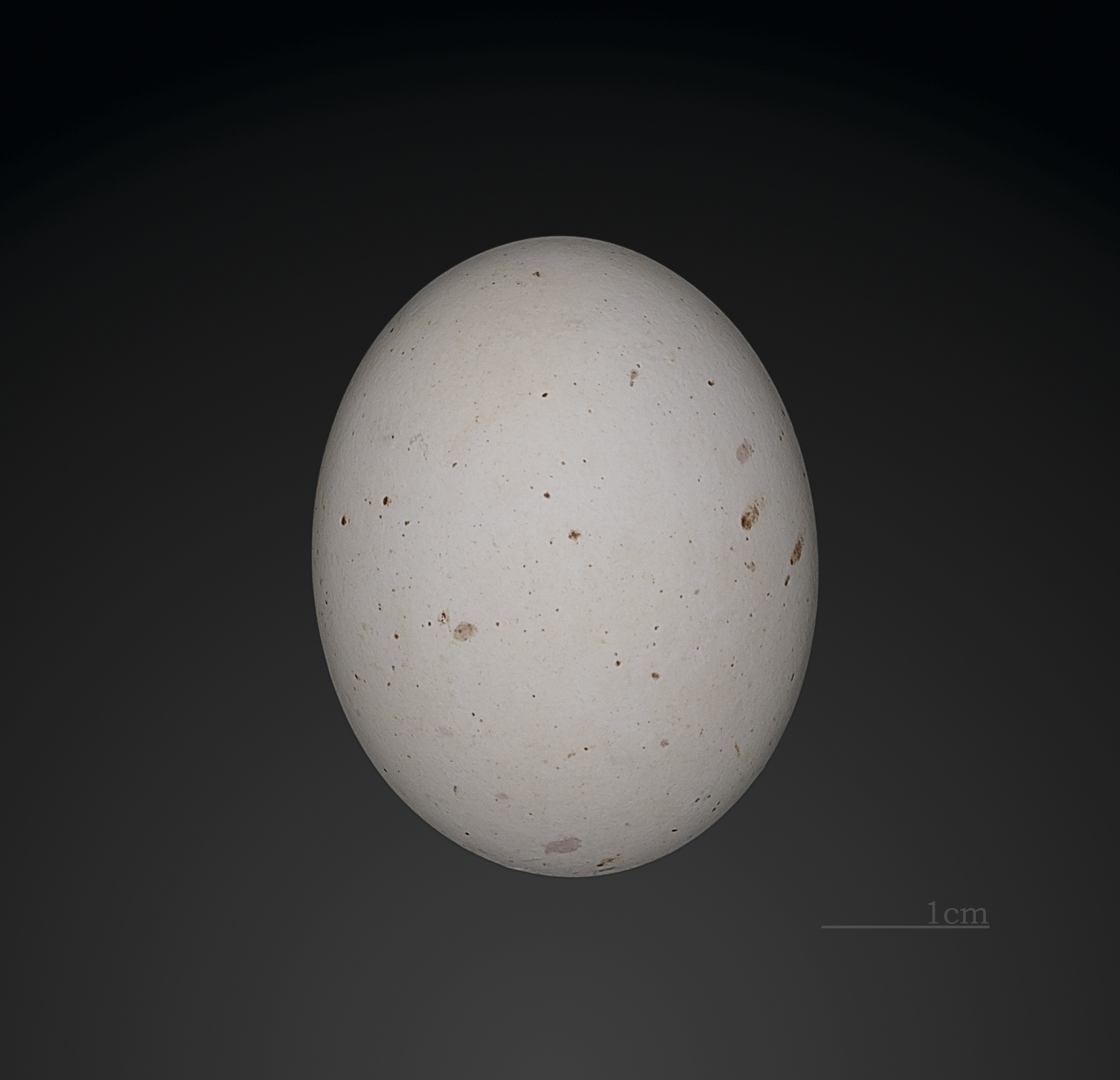
A tojása

A fehérarcú viharfecske (Pelagodroma marina) a madarak (Aves) osztályának a viharmadár-alakúak (Procellariiformes) rendjébe, ezen belül a viharfecskefélék (Hydrobatidae) családjába tartozó Pelagodroma madárnem egyetlen faja.

## Előfordulása
Az Atlanti-óceán és az Indiai-óceán területén, valamint a Csendes-óceán délnyugati részén honos.

## Alfajai
- Pelagodroma marina albiclunis Murphy & Irving, 1951
- Pelagodroma marina dulciae Mathews, 1912
- Pelagodroma marina eadesi Bourne, 1953
- Pelagodroma marina hypoleuca (Webb, Berthelot & Moquin-Tandon, 1842)
- Pelagodroma marina maoriana Mathews, 1912
- Pelagodroma marina marina (Latham, 1790)

## Megjelenése
Testhossza 20 centiméter, testtömege 45 gramm.